# مید-بیچ (فلوریدا)
مید-بیچ (به انگلیسی: Mid-Beach) یک منطقهٔ مسکونی در ایالات متحده آمریکا است که در میامی بیچ، فلوریدا واقع شده‌است. مید-بیچ ۹٬۷۹۴ نفر جمعیت دارد.